# Elisabeth Karlan
Elisabeth Karlan (née le 17 novembre 1904 à Vienne, morte le 9 janvier 1973 dans la même ville) est une actrice autrichienne.

## Biographie
Elle travaille d'abord comme couturière. Plus tard, Elisabeth Karlan est amenée à la Wiener Freie Volksbühne par le dramaturge Hans Naderer. Au théâtre, elle progresse en tant qu'actrice populaire dans des rôles comiques. Karlan donne aussi des performances en tant qu'invité et apparaît à la radio et dans des films et des téléfilms. Là, surtout depuis le début des années 1960, elle joue principalement des rôles de grand-mère dans la tradition des "vieux drôles". Elisabeth Karlan est membre du Renaissancetheater, la propriété de Paul Löwinger, à partir de 1955, où elle reste jusqu'à sa mort.

## Filmographie
- 1950 : Das vierte Gebot (de)
- 1951 : Le Paysan allègre
- 1954 : Le Premier Baiser
- 1961 : Das Mädchen mit dem Zucker (TV)
- 1961 : Eine mondäne Frau (TV)
- 1962 : Auf Frauen schießt man nicht (TV)
- 1962 : Die drei Dorfheiligen (TV)
- 1963 : Ehestreik (TV)
- 1964 : Das vierte Gebot (TV)
- 1965 : ’s Herz in der Lederhos'n (TV)
- 1966 : Aufruhr im Bäckerladen (TV)
- 1967 : Angelika schafft Ordnung (TV)
- 1967 : Der Jäger vom Fall (TV)
- 1967 : Der Heiratsgegner (TV)
- 1969 : Les petites chattes se mettent au vert
- 1969 : St. Pauli in St. Peter (TV)
- 1970 : Der Ehestreik (TV)
- 1970 : Die späte Heirat (TV)
- 1970 : Die verlorene Hochzeitsnacht (TV)
- 1971 : Vinzenz, warum tust du das? (TV)
- 1972 : Wer war es (TV)
- 1972 : Emil, der Seitenspringer (TV)
- 1972 : Alles, nur nicht heiraten (TV)
- 1973 : Hallo – Hotel Sacher … Portier! (de) (série télévisée, deux épisodes)